# Impfung der Schmelze
Unter Impfen einer Metallschmelze versteht man die Zugabe fester Stoffe gleicher oder anderer Zusammensetzung, meist in feinkörniger Form, mit dem Ziel, Kristallisationskeime zu schaffen oder deren Bildung zu unterstützen.

## Gusseisen mit Kugelgraphit
Der Keimzustand ist neben der metallurgischen Qualität der Schmelze, der chemischen Zusammensetzung und der Gießtemperatur eines der wichtigsten Kriterien bei der Herstellung von Gusseisen mit Kugelgraphit. Nach der Magnesiumbehandlung ist der Keimzustand der Schmelze nicht ausreichend. Der Keimzustand ist weitestgehend von der Impfung abhängig.
Ziel der Impfung ist die Bildung von Keimen für eine graphitische Ausscheidung des Kohlenstoffes und eine Aktivierung der in der Schmelze vorhandenen Substrate. Um das Ziel erreichen zu können, müssen bestimmte Anteile an Elementen wie Sauerstoff, Schwefel, Aluminium und Silizium in der Schmelze verfügbar sein. Sie müssen in einer aktiven Form präsent sein, d. h. müssen reagieren können. In chemisch gebundener Form oder koaguliert als Schlackenteile sind sie wertlos.
Subversive Spurenelemente, auch Störelemente genannt, die Kugelgraphitbildung negativ beeinflussen (z. B. Blei, Arsen, Antimon und Titan) werden durch Impfung bedingt neutralisiert. Dafür sind Erdalkalimetalle wie Barium, Strontium oder Metalle der Seltenen Erden (SE-Elemente) wie z. B. Cer oder Yttrium geeignet. Derartige SE-Elemente sind in vielen Impfmitteln enthalten.
Auf dem Markt sind viele Impfmittel auf Ferrosiliziumbasis verfügbar. Sie werden entweder als Legierungen oder als Gemisch aus feinkörnigen Legierungen bereitgestellt.

## Abklingen des Impfeffektes
Die durch Impfung gebildeten Keime haben nur relativ kurze Lebensdauer. Sie werden meist in der Schmelze wieder gelöst oder durch Kontakt mit Luft oxidiert. Das Nachlassen des Impfeffektes nennt man Abklingen oder Fading. Aus diesem Grund ist es unerlässlich, den Impfvorgang so kurz wie möglich vor dem Vergießen durchzuführen. Das Impfmittel wird deswegen der Schmelze meistens in der Gießpfanne oder im Gießstrahl zugefügt.